# BONITA
BONITA（ボニータ）は、2001年にABCテレビ（テレビ朝日系）の番組『人気者でいこう!』から誕生した4人組のアイドルグループ。2002年に解散。

## 略歴
- 2000年、『人気者でいこう!』の企画として女性アシスタントを募集していたが、途中からアイドルプロジェクトに変更。国内オーディションにより選ばれた6人が、韓国のオム・ジョンファやパパヤ等を手掛けたプロデューサー・チュ・ヨンフンの元に預けられた[1]。
- 韓国語、歌、ダンス等の厳しいレッスンを受けた末、残った4人（園田真夕、江川有未、麻見奈央、安田良子）で結成。グループ名はスペイン語で「美人、かわいい人」を意味する"bonita"に由来する。
- 2001年8月、韓国でシングル『ONLY YOU』でデビュー。同年9月、同シングルの歌詞を日本語に変更したシングル『Romance』で日本でもデビュー[1]。売上目標達成の為に「日本縦断5000kmキャンペーン」としてマイクロバスで移動を行い、日本各地でイベント（サイン会など）を行った。
- 韓国デビュー当時、歴史教科書問題が大きく報道されており、活動に支障があった[1]。
- 『人気者でいこう!』の終了後、後継番組である『弾丸!ヒーローズ』にレギュラー出演した[1]。同番組内で女子プロレスに挑む企画に参加させられる。全員がプロレス未経験者だった事もあり、ケガも絶えなかった。さらにその延長で、同番組レギュラーの森三中と韓国でのプロレス対決にも参加した。
- 2002年3月の『弾丸!ヒーローズ』終了と同時に実質上の活動の場を失い、解散した。

## メンバー
プロフィールについては当時の内容とする。
- 園田真夕（そのだ まゆ、1980年8月2日 - ）
  - オーディション時から「ちょーまゆー」と事あるごとにアピール。
- 江川有未（えがわ ゆみ、1981年11月21日 - ）
  - 元々はフォスター所属のアイドルとして活動。
- 麻見奈央（あさみ なお、1982年5月14日 - ）
  - 旧芸名「三瓶あさみ（さんぺい あさみ）」としての活動歴有り。
- 安田良子（やすだ りょうこ、1984年3月24日 - ）
  - フジテレビ系『アイドルハイスクール 芸能女学館』出身。

## ディスコグラフィー

### シングル
- ONLY YOU （2001年8月）韓国デビュー分
- Romance (c/w)VANISH（2001年9月19日、アンティノスレコード）

### ビデオ
- Yapda BONITA（2001年）

## 出演
- 人気者でいこう!（2001年、ABCテレビ/テレビ朝日系）
- 弾丸!ヒーローズ（2001年10月～2002年2月、ABCテレビ/テレビ朝日系）